# Où vas-tu Moshé ?
Pour plus de détails, voir Fiche technique et Distribution.
Où vas-tu Moshé? est un film maroco-canadien réalisé par Hassan Benjelloun. C'est un film qui parle de façon burlesque des Juifs et du Maghreb. Sorti en 2007, le film dure environ 90 minutes et se déroule au Maroc,,.

## Synopsis
Au lendemain des indépendances dans les années 1960 au Maroc, Mustapha, le gérant de l'unique bar de la ville de Bedjaad, apprend que tous les juifs marocains s'en vont. Ils quittent clandestinement leur pays natal pour Israël craignant l’incertitude politique et en quête d’une vie meilleure. Dès lors, une question simple turlupine Mustapha : « Si tous les juifs c'est-à-dire les non-musulmans s'en vont, qu'adviendra-t-il de lui et de son bar et surtout, Comment faire pour éviter la fermeture ?». La solution serait-elle de kidnapper un juif ou simplement se résigner? C'est en réfléchissant à tous cela qu'une idée merveilleuse lui vint à l'esprit une toute simple. Tellement simple qu'il se demande comment personne n'y avait songer,,?

## Fiche technique
Genre :Fiction – comédie dramatique 
Durée : 90 min
Scénario : Hassan Benjelloun
Dialogues : Abdellah Chakin
Image : Kamal Derkaoui 
Musique : Ned Bouhalassa
Montage : Aube Foglia
Son : Fawzi Thabet
Décor : Alaoui My Tayeb 
Interprétation : Simon Elbaz, Rim Shamou, Abdelkader Lofti, Hassan Essakalli, Mohamed Tsouli ; 
Production : Bentaqerla Maroc – Productions jeux d’ombres Canada 
Réalisation :  Hassan Benjelloun
Producteurs : Hassan Benjelloun , Anne-Marie Gélinas
Distribution : Les films de l’Atalante.

## Palmarès

### Prix
- Meilleur film, meilleur son au Festival du Film Marocain de Tanger
- Meilleur Film, Festival du Film de Khourigba

#### Festivals
- Festival International du Film Francophone de Namur
- Jewish Film Festival Zagreb
- Festival des Films du Monde de Montreal
- Festival International du Film de Marrakech[4]